# Montmorillon
Montmorillon település Franciaországban, Vienne megyében. Lakosainak száma 5867 fő (2022. január 1.). Montmorillon Bourg-Archambault, Jouhet, Journet, Lathus-Saint-Rémy, Pindray, Saint-Léomer, Saulgé és Sillars községekkel határos.

## Népesség
A település népességének változása:
| Lakosok száma | 6197 | 6095 | 6507 | 5954 | 5911 | 5940 | 5914 | 5919 | 5867 |
|               | 2013 | 2015 | 2016 | 2017 | 2018 | 2019 | 2020 | 2021 | 2022 |